# Descendentes de Pedro II do Brasil
Os descendentes de Pedro II do Brasil são numerosos e compuseram a terceira geração da Família Imperial Brasileira. Através de casamentos e alianças políticas, alguns juntaram-se a várias cortes reais europeias dos séculos XIX e XX, detendo vários títulos de ducados e principados europeus nos anos seguintes à abolição da monarquia no Brasil. Ao total, Pedro II teve 4 filhos, 8 netos e 19 bisnetos. Alguns de seus descendentes são hoje os pretendentes ao trono do Brasil, França, Itália, Portugal, Duas Sicílias e Württemberg, e forneceram futuros pretendentes na Áustria e na Sérvia, e vários outros descendentes em famílias nobres europeias. 
Único filho do imperador Pedro I do Brasil, Pedro II nasceu no Rio de Janeiro em 1825 e foi educado para se tornar o futuro monarca brasileiro, cargo que exerceu por mais de cinco décadas. Membro da Casa de Bragança, Pedro II desposou a princesa D. Teresa Cristina das Duas Sicílias, filha do rei Francisco I das Duas Sicílias e membro da Casa de Bourbon-Duas Sicílias. O casamento duradouro gerou quatro filhos, dos quais apenas duas filhas chegaram à idade adulta e geraram herdeiros. 

## Nascimento e ascendência
Pedro II nasceu em 2 de dezembro de 1825 no Paço Imperial de São Cristóvão, no Rio de Janeiro, sendo o segundo filho varão de Pedro I do Brasil e Maria Leopoldina de Áustria. Possuía três irmãs mais velhas (Maria da Glória, Januária e Francisca), sendo que a mais velha delas posteriormente assumiu o trono português.  Pedro foi desde seu nascimento declarado como herdeiro aparente ao trono brasileiro.
Por via paterna, Pedro II era neto de João VI de Portugal e Carlota Joaquina de Bourbon e bisneto de Maria I de Portugal e também de Carlos IV de Espanha - este sendo trineto de Luís XIV de França. Por via materna, Pedro II era sobrinho de Maria Luísa, Imperatriz dos Franceses e neto de Francisco I da Áustria; sendo seu avô materno descendente de Maria Teresa de Áustria e membro de uma longeva linhagem de monarcas austríacos da Casa de Habsburgo. Pedro II, no entanto, era membro somente da Casa de Bragança. 

## Casamento
Em 30 de maio de 1843, Pedro II casou por procuração com a princesa D. Teresa Cristina das Duas Sicílias, filha do rei Francisco I das Duas Sicílias e rainha Maria Isabel da Espanha e neta de Fernando I das Duas Sicílias e Carlos IV de Espanha. Desta forma, Pedro II e Teresa Cristina eram primos, já que eram bisneto e neta, respectivamente, de Carlos IV de Espanha.
O casamento buscava fortalecer os laços do Brasil com monarquias europeias e também consolidar e amadurecer a imagem do monarca dentro de seu próprio império. Pedro II e Teresa Cristina tiveram quatro filhos: os príncipes imperiais D. Afonso e D.Pedro Afonso (ambos falecidos ainda na infância) e também D. Isabel Cristina e D. Leopoldina Teresa.
| Casamento de Pedro II e Teresa Cristina | |                                            | |
| Pedro II Imperador do Brasil | Nascimento: 2 de dezembro de 1825 Morte: 5 de dezembro de 1891 Progenitores: Pedro I do Brasil e Maria Leopoldina de Áustria Avós paternos: João VI de Portugal e Carlota Joaquina de Bourbon Avós maternos: Francisco I da Áustria e Maria Teresa de Nápoles Linhagem: Bragança | Teresa Cristina Princesa das Duas Sicílias | Nascimento: 14 de março de 1822 Morte: 28 de dezembro de 1889 Progenitores: Francisco I das Duas Sicílias e Maria Isabel de Bourbon Avós paternos: Fernando I das Duas Sicílias e Maria Carolina da Áustria Avós maternos:Carlos IV da Espanha e Maria Luísa de Parma Linhagem: Bourbon-Duas Sicílias |
| Casaram-se por procuração a 30 de maio de 1843 no Palazzo Chiaramonte, na Sicília. Em 4 de setembro do mesmo ano, após a chegada de Teresa Cristina ao Brasil, os noivos celebraram uma nova cerimônia em pessoa na Igreja de Nossa Senhora do Carmo, no Rio de Janeiro. Da união resultaram 2 filhos varões e 2 filhas, sendo que somente as duas filhas (Isabel, Princesa Imperial e Leopoldina, Duquesa de Saxe) alcançaram a idade adulta e geraram herdeiros. Isabel contraiu matrimônio com Gastão de Orléans, Conde d'Eu e desta união resultou a Dinastia de Orléans e Bragança, que abrange grande parte dos membros da Casa Imperial. O casamento de Leopoldina com Luís Augusto, Duque de Saxe gerou 3 filhos varões cuja descendência fundou o Ramo de Saxe-Coburgo e Bragança. Ao todo, o casal imperial teve 8 netos, sendo 7 netos varões e 1 neta nascida natimorta. | |                                            | |

## Descendentes

### Filhos
| Descendente | Descendente                                   | Nascimento                                                                                               | Casamento e descendência                            | Morte                                                                        |
| ----------- | --------------------------------------------- | --- | --------------------------------------------------- | ---------------------------------------------------------------------------- |
|             | Afonso Pedro Príncipe Imperial                | 23 de fevereiro de 1845 Palácio de São Cristóvãofilho de Pedro II do Brasil e Teresa Cristina de Bourbon | –                                                   | 11 de junho de 1847 Palácio de São Cristóvão (2 anos e 108 dias)             |
|             | Isabel Princesa Imperial                      | 29 de julho de 1846 Palácio de São Cristóvãofilha de Pedro II do Brasil e Teresa Cristina de Bourbon     | Gastão de Orléans 15 de outubro de 1864 4 filhos    | 14 de novembro de 1921 Castelo d'Eu, França (75 anos e 108 dias)             |
|             | Leopoldina Princesa do Brasil Duquesa de Saxe | 13 de julho de 1847 Palácio de São Cristóvãofilha de Pedro II do Brasil e Teresa Cristina de Bourbon     | Luís, Duque de Saxe 15 de dezembro de 1864 4 filhos | 7 de fevereiro de 1871 Palácio Coburgo, Áustria-Hungria (23 anos e 209 dias) |
|             | Pedro Afonso Príncipe Imperial                | 19 de julho de 1848 Palácio de São Cristóvãofilho de Pedro II do Brasil e Teresa Cristina de Bourbon     | –                                                   | 9 de janeiro de 1850 Fazenda Imperial de Santa Cruz (1 ano e 174 dias)       |

### Descendentes por Isabel, Princesa Imperial do Brasil
- Isabel, Princesa Imperial do Brasil e Gastão de Orléans, Conde d'Eu
  - Pedro de Alcântara, Príncipe do Grão-Pará
    - Isabel, Condessa de Paris
      - Isabel de Orléans
        -  Damião de Schönborn-Buchheim
        - Vicente de Schönborn-Buchheim
        - Lorena de Schönborn-Buchheim
        - Clara de Schönborn-Buchheim
        - Melchior de Schönborn-Buchheim

      -  Henrique, Conde de Paris
        - Maria de Orléans
        - François, Conde de Clermont
        - Branca de Orléans
        -  João, Conde de Paris
        - Eudes, Duque de Angoulême

      - Helena de Orléans
        - Catarina de Limburg-Stirum
        - Thierry de Limburg-Stirum
        - Louis de Limburg-Stirum
        - Bruno de Limburg-Stirum

      - Ana de Orléans, Duquesa da Calábria
        - Cristina da Espanha
        - María da Espanha
        -  Pedro, Duque de Calábria
        - Inés da Espanha
        - Victoria da Espanha

      - Diana de Orléans
        - Frederico de Württemberg
        - Matilde de Württemberg
        - Eberardo de Württemberg
        - Felipe de Württemberg
        - Miguel de Württemberg
        - Eleonor de Württemberg

      - Jaime, Duque de Orleães
        - Diana de Orléans
        - Carlos Luís, Duque de Chartres
        - Foulques, Conde d'Eu

    - Pedro Gastão, Príncipe de Orléans e Bragança
      - Pedro Carlos, Príncipe de Orléans e Bragança
      - Maria da Glória de Bourbon de Orléans e Bragança
        - Pedro da Sérvia
        - Filipe, Príncipe Herdeiro da Sérvia
        - Alexandre da Sérvia
        - Sol Maria, Condessa de Empúries
        - Ana Luna, Condessa de Ricla

      - Afonso Duarte de Bourbon de Orléans e Bragança
      - Manuel Álvaro de Bourbon de Orléans e Bragança
      - Cristina Maria de Bourbon de Orléans e Bragança
      - Francisco Humberto de Bourbon de Orléans e Bragança

    - Maria Francisca, Duquesa de Bragança
      -  Duarte Pio, Duque de Bragança
      - Miguel Rafael de Bragança
      - Henrique Nuno de Bragança

    - João de Orléans e Bragança
      - João Henrique de Orléans e Bragança

    - Teresa Teodora de Orléans e Bragança

  - Luís, Príncipe Imperial do Brasil
    -  Pedro Henrique do Brasil
      -  Luiz Gastão do Brasil
      - Eudes Maria do Brasil
        - Luiz Philippe de Orléans e Bragança

      -  Bertrand do Brasil
      - Isabel Maria do Brasil
      - Pedro de Alcântara do Brasil
      - Fernando Diniz do Brasil
        - Isabel, Condessa de Stolberg

      - Antônio João, Príncipe Imperial do Brasil
        - Rafael, Príncipe do Grão-Pará
        - Maria Gabriela do Brasil

      - Eleonora, Princesa de Ligne
        - Alice, Condessa de Dampierre
        - Henri, Príncipe Herdeiro de Ligne

      - Francisco Maria do Brasil
      - Alberto Maria do Brasil
      - Maria Thereza do Brasil
      - Maria Gabriela do Brasil

    - Luís Gastão do Brasil
    - Pia Maria, Condessa de Nicolaÿ
      - Louis-Jean de Nicolaÿ
      - Robert de Nicolaÿ

  - Antônio Gastão do Brasil

### Descendentes por Leopoldina do Brasil
- Leopoldina do Brasil e Luís Augusto, Duque de Saxe
  - Pedro Augusto do Brasil
  - Augusto Leopoldo do Brasil
    - Augusto Clemente do Brasil
    - Clementina do Brasil
      - Maria Amélia de Heller
      - Helena de Heller
      - Alexandre George de Heller

    - Maria Carolina do Brasil
    - Rainer do Brasil
      - João Henrique de Saxe-Coburgo e Bragança
        - Felicitas de Saxe-Cobourgo e Bragança
        - João de Saxe-Coburgo e Bragança

    - Filipe Josias do Brasil
      - Filipe Augusto de Saxe-Coburgo e Bragança
        - Isabella de Saxe-Coburgo e Bragança
        - Maxmiliano de Saxe-Coburgo e Bragança
        - Alexandre Ernesto de Saxe-Coburgo e Bragança
        - Cristina de Saxe-Coburgo e Bragança

    - Teresa Cristina do Brasil
      - Carlos Tasso de Saxe-Coburgo e Bragança
      - Alice Tasso de Saxe-Coburgo e Bragança
      - Filipe Tasso de Saxe-Coburgo e Bragança
      - Maria Cristina Tasso de Saxe-Coburgo e Bragança

    - Leopoldina Branca do Brasil
    - Ernesto do Brasil

  - José Fernando de Saxe-Coburgo e Bragança
  - Luís Gastão de Saxe-Coburgo e Bragança
    - Antonio de Saxe-Coburgo e Bragança
    - Maria Imaculada de Saxe-Coburgo e Bragança
    - Josefina de Saxe-Coburgo e Bragança
      - Maria Carolina de Baratta-Dragono
      - Richard Pedro de Baratta-Dragono